# Cosmópolis (novela)
Cosmópolis es la decimotercer novela de Don DeLillo, publicada en 2003. En el año 2012 fue adaptada al cine por David Cronenberg. 

## Argumento
Eric Packer es un multimillonario de 28 años que realiza una odisea a través de Manhattan para cortarse el pelo. Su vehículo es una lujosa y espaciosa limusina, equipada con pantallas de televisor y monitores de computadora, a prueba de balas y con pisos de mármol de Carrara. 
El viaje de Packer se ve dificultado por numerosos atascos de tráfico causados por una visita presidencial a la ciudad, una violenta protesta anticapitalista y un funeral masivo por la muerte de una estrella del rap. A lo largo del camino el protagonista se encuentra casualmente con su esposa en repetidas oportunidades, recibe visitas laborales y tiene encuentros sexuales con otras mujeres. Asimismo, Packer es acechado por dos hombres, "asesino pastelero" y una inestable "amenaza creíble". 
A lo largo del día, el protagonista pierde cantidades increíbles de dinero por apostar contra la subida del yen. 

## Recepción
Las reseñas sobre Cosmópolis han sido variadas, especialmente si se las compara con novelas previas de DeLillo. John Updike escribió en The New Yorker que "la ferviente inteligencia de DeLillo y su prosa fastidiosa y vanguardista... teje halos de importancia alrededor de cada evento". Walter Kim criticó la novela en The New York Times, advirtiendo a los lectores: "Cuidado con la novela de ideas, particularmente si las ideas vienen primero y todo lo referido a la novela (como la historia) viene en segundo lugar"
. También en el New York Times, Michiko Kakutani describió la novela como "un fracaso importante", con una historia contrita y falsa. Blake Morrison, de The Guardian, no encontró la razón de la ofuscación de los críticos ya que, según él, tanto el ambiente como el estilo de la novela son familiares en la obra del autor.
Otros críticos elogiaron el estilo de DeLillo, entre ellos David Kipen del San Francisco Chronicle, quien escribió que "DeLillo sigue pensando el mundo moderno en un lenguaje e imágenes que son curiosamente hermosas". José Antonio Gurpegui, del suplemento El Cultural, afirmó que "Cosmópolis es apasionante, la mejor de las novelas de Don DeLillo, y una de las más interesantes publicadas en los últimos tiempos".

## Adaptación cinematográfica
El director canadiense David Cronenberg adaptó la novela para la pantalla en 2011, con Robert Pattinson en el papel de Eric Packer. Cosmópolis se estrenó el 25 de mayo de 2012 en el Festival de Cannes. 